# 5934 Mats
5934 Mats (1976 SJ) là một tiểu hành tinh vành đai chính được phát hiện ngày 20 tháng 9 năm 1976 bởi Lagerkvist và Rickman ở đài thiên văn Kvistaberg.